# Nakhidjevanik
Nakhidjevanik (in armeno Նախիջևանիկ ?) o Nakhchivanly (in azero Naxçıvanlı) è una comunità rurale del distretto di Xocalı in Azerbaigian, facente parte fino al 2023 della regione di Askeran nella repubblica di Artsakh (fino al 2017 denominata repubblica del Nagorno Karabakh).
Nel 2005 contava poco più di duecento abitanti e sorge in zona pianeggiante nella parte centrale della regione non lontana dal capoluogo e pressoché contigua alla comunità di Vardadzor.